# Herreria bonplandii
Herreria bonplandii är en sparrisväxtart som beskrevs av Paul Lecomte. Herreria bonplandii ingår i släktet Herreria och familjen sparrisväxter. Inga underarter finns listade i Catalogue of Life.